# Sentinelle croate au poste d'Agram
Sentinelle croate au poste d'Agram est une peinture de l'artiste belge Louis Gallait conservé au musée de l'Ermitage de Saint-Pétersbourg.

## Description
Le tableau représente un homme armé d'un fusil, de pistolets et d'un poignard dans un manteau rouge. Un gros chien hirsute blanc avec la langue pendante est assis à ses pieds. Signé et daté en bas à droite : Louis Gallait Paris 1854.
Agram est l'ancien nom autrichien de la ville de Zagreb, qui faisait partie de la « frontière militaire » de l'Autriche-Hongrie ; la population environnante avait une organisation militaire, très similaire à l'organisation des cosaques russes, et était obligée d'effectuer le service frontalier dans l'armée austro-hongroise.
La peinture a de forts motifs ethnographiques qui étaient populaires dans la peinture européenne au milieu et dans la seconde moitié du xixe siècle.
Le critique d'art Vincent Victor Joly décrit le tableau comme suit :

« La Sentinelle croate est une fière et belle étude. Le type choisi par l'artiste est empreint d'une distinction, d'une énergie et d'une poésie qui l'appellent les bandits épiques créés par les écrivains modernes. C'est ainsi que Byron et Schiller eussent rêvé leurs sauvages héros, qui se sont mis volontairement hors de la société, sous la seule protection de leur sabre et de leur carabine. Ce Croate, dont la mâle beauté est encore rehaussée par la richesse d'un costume pittoresque, et auprès duquel le nôtre fait une pitoyable figure, nous a rappelé ces héros des guzlas illyriennes et bosniaques qui ont servi de modèles aux Jean Sbogar et aux Karl Moor. »

— Les beaux-arts en Belgique, de 1848 à 1857.

## Historique
Le tableau fut acquis par le marchand d'art Arthur Stevens (nl) (frère de l'artiste Alfred Stevens) pour le compte du prince A. M. Gortchakov alors que Gallait commençait seulement à y travailler. Le 5 novembre 1851, il écrivit à Gortchakov qu'il avait acheté quatre tableaux de Gallait, dont Le Croate et Le Tasse dans sa prison visité par Montaigne.
Dans la seconde moitié des années 1850, il fut racheté par le comte Nikolaï Kouchelev-Bezborodko (ru) . Après sa mort en 1862, le tableau, comme toutes les œuvres de sa collection, fut légué au Musée de l'Académie russe des Arts (ru) et entra dans la galerie spéciale Kouchelev. Dans le catalogue de la galerie de 1868, il était répertorié comme Le Slavon.
Le tableau était l'un des plus populaires du musée de l'Académie et était très souvent copié par les étudiants, dont Ilia Répine.
En 1922, le tableau fut transféré au musée de l'Ermitage. En 1929, devant être vendu à l'étranger, il fut transféré au bureau du commerce extérieur Antikvariat. En 1931, il fut restitué à l'Ermitage. Depuis fin 2014, il est exposé dans la salle 344 du palais de l'État-Major.